# Őzgödör
Őzgödör (németül Rehgraben, horvátul Prašćevo) Németszentgrót-Sóskútfalu településrésze Ausztriában Burgenland tartományban a Németújvári járásban.

## Fekvése
Németújvártól 10 km-re északnyugatra fekszik. Ma Németszentgrót és Sóskútfalu településekkel együtt alkotja Németszentgrót-Sóskútfalu községet.

## Nevének eredete
Magyar neve a német tükörfordítása, az pedig a szláv eredetű  Srnji-potoknak szintén tükörfordításából keletkezett. Eredetileg a Kis-Szék-patak (Klein-Zickenbach) bal oldali mellékvízének szláv neve volt.

## Története
1157-ben a torrens Zurnu (égetőgödör) jelentéssel jelenik meg, amely közeli vaskohóra utal. Egykori vaslelőhely. Területéről már az i. e. 1. századból több vasfeldolgozásra utaló lelet került elő.
A mai település első írásos említése 1537-ből származik. Első lakói az 1532-es török hadjáratot követő második nagy horvát betelepülési hullámmal érkeztek Batthyány Ferenc horvátországi birtokairól a németújvári uradalomhoz és ezen belül Németszentgróthoz tartozó területre, melynek 1524-óta a Batthyányak voltak a birtokosai. A betelepülés valószínű időpontja 1535 és 1545 közé esik. Az új betelepülők 12 évre szóló adómentességet kaptak. Száz évvel később a faluban egy nemes és 15 jobbágycsalád élt, a nevek alapján horvát és magyar családok. 1720 után felbukkannak az első német családnevek is. A 18. századig Őzgödört általában horvát nevén "Prastya", később "Prasca, Prasche, Praschevo" néven említik, mely vaddisznóban gazdag területre vonatkozik. 1896-ban 85 házat és 541 lakost számláltak a településen, mely ezzel elérte történetének legnagyobb népességét. Az 1900-as években sok lakója vándorolt ki a tengerentúlra.
Fényes Elek szerint " Rehgraben, horvát falu, Vas vmegyében, a németujvári uradalomban, 214 kath. lak. " 
Vas vármegye monográfiája szerint " Őzgödör, 85 házzal és 541 r. kath. vallású horvátajkú lakossal. Postája Német-Szt.-Grót, távírója Német-Ujvár. Lakosainak nagy része Alsó-Ausztriába megy napszámba. " 
1910-ben 399, többségben horvát lakosa volt, jelentős német kisebbséggel. Az első világháborúban 6 helyi lakos esett el. A trianoni békeszerződésig Vas vármegye Németújvári járásához tartozott. A  békeszerződés Ausztriához csatolta.
1923-ben hivatalosan is megalakult az önkéntes tűzoltóegylet, mely lényegében már 1890-től működött a településen. 1926-ban felépült a községi tűzoltószerház, 1935 és 1938 között pedig az egyosztályos népiskola. 1930-ban téglagyár kezdte meg működését, 1964-től már gépesítve.  1934 és 1956 között fűrészmalom is működött a Szék-patakon, 1947-ig vízierővel, utána gőzzel. Az elektromosságot 1938 és 1944 között vezették be a településre. A második világháború 32 áldozatot követelt a községtől, melynek fejlődése 1955 után vett új lendületet. 1959 és 1962 között kiépült a vízvezeték hálózat. 1971-ben Németszentgrótot, Sóskútfalut és Őzgödört egy községben egyesítették. A 70-es években megépült a csatornahálózat és a közvilágítás. 1988-ban új tűzoltószerház épült. Az egykori népiskolát községi központtá építették át.
Míg a 20. század elején még a horvátok voltak többségben az utóbbi évtizedekben lakossága teljesen elnémetesedett és már csak egy idős személy beszélte a horvát nyelvet.

## Nevezetességei
Szent Anna tiszteletére szentelt római katolikus temploma.

## Külső hivatkozások
- Németszentgrót-Sóskútfalu hivatalos oldala (németül)
- Őzgödör a dél-burgenlandi települések honlapján (németül)